# Bodītī
Bodītī är en ort i Etiopien.   Den ligger i regionen Southern Nations, i den centrala delen av landet, 250 km söder om huvudstaden Addis Abeba. Bodītī ligger 1 998 meter över havet och antalet invånare är 32 997.
Terrängen runt Bodītī är platt åt nordost, men åt sydväst är den kuperad. Runt Bodītī är det tätbefolkat, med 331 invånare per kvadratkilometer. Närmaste större samhälle är Sodo, 14,8 km sydväst om Bodītī. Omgivningarna runt Bodītī är en mosaik av jordbruksmark och naturlig växtlighet.